# Национальный музей Таджикистана

Национальный музей Таджикистана им. К. Бехзада, Душанбе, 2010 год

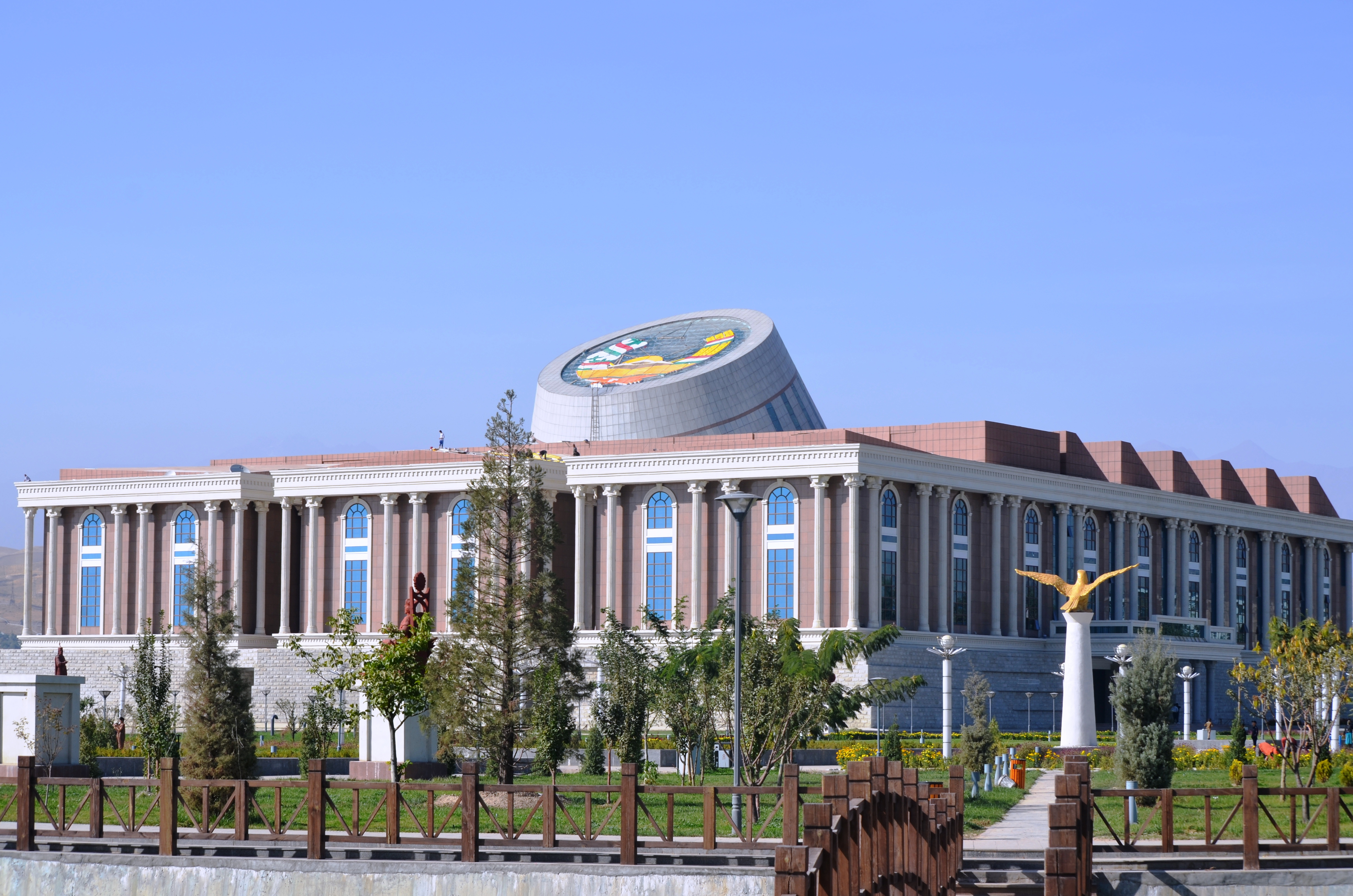
Новое здание Национального музея Таджикистана, Душанбе, 2013 год

Национа́льный музе́й Таджикиста́на (тадж. Осорхонаи миллии Тоҷикистон) расположен в столице Таджикистана Душанбе. До 2011 года носил имя знаменитого персидского художника-миниатюриста Камольиддина Бихзода, работавшего при дворах Хусейна Байкара и Исмаила I. В марте 2013 года с переездом в новое здание носит название — Национальный музей Таджикистана.

## История создания
12 августа 1934 года вышло совместное постановление ЦИК и СНК СССР об образовании музеев в Таджикистане. Народный комиссариат Таджикистана издал указ об образовании музея имени К. Бехзада в городе Душанбе. В 1959 году музей преобразован в республиканский объединённый музей историко-краеведческих и изобразительных искусств. 27 ноября 1999 года по Постановлению Правительства Республики Таджикистан музей имени К. Бехзада получил национальный статус.

## Новое здание национального музея
В марте 2013 года в Душанбе состоялась церемония открытия нового здания Национального музея Таджикистана. Музей состоит из 22 больших и малых экспозиционных залов. Это экспозиционные отделы природы, древности и средних веков, новой и новейшей истории, изобразительного и прикладного искусств. При музее образован научно-исследовательский отдел, где находятся отделы письменного наследия, и новые в музейной деятельности Таджикистана отделы археологии и нумизматики. Для сотрудничества с зарубежными организациями создан международный отдел. Кроме того, имеется фондовый отдел, отдел учёта и реставрационный отдел.
Экспозиционная площадь Национального музея Таджикистана равна 15 тыс. м².

## Фонд музея
В 1934 году в музее имелось всего 530 экспонатов. В новой экспозиции Национального музея Таджикистана были собраны предметы материального наследия, флоры и фауны со всех музеев страны. Число экспонатов превысило 50 000 наименований.

## Экспозиционные отделы
В национальном музее имеются следующие экспозиционные отделы:
- отдел природы;
- отдел древней и средневековой истории;
- отдел новой и новейшей истории;
- отдел изобразительных искусств;

## Галерея

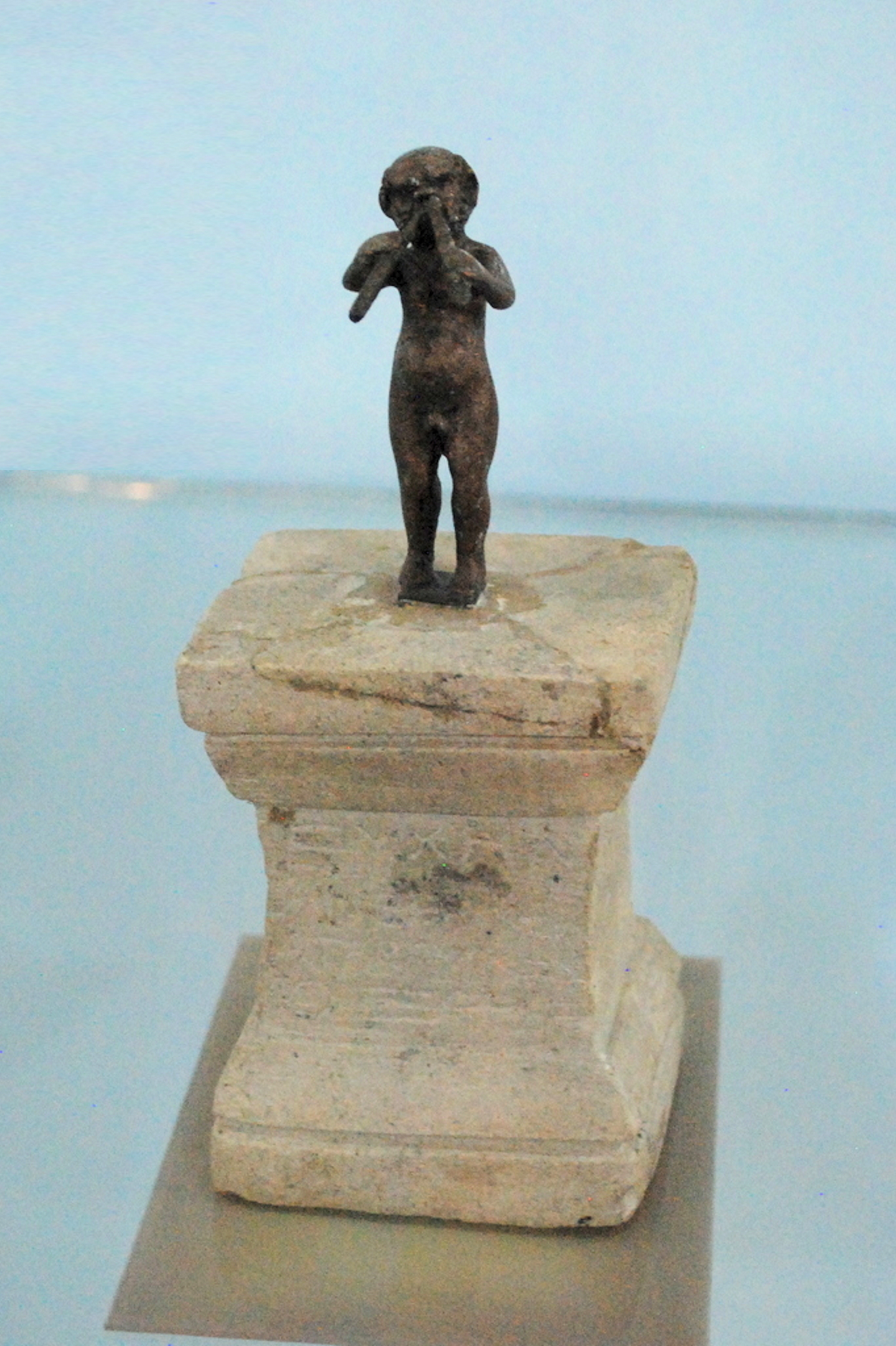
Эллинистический сатир из Тахти-Сангина. Национальный музей Таджикистана
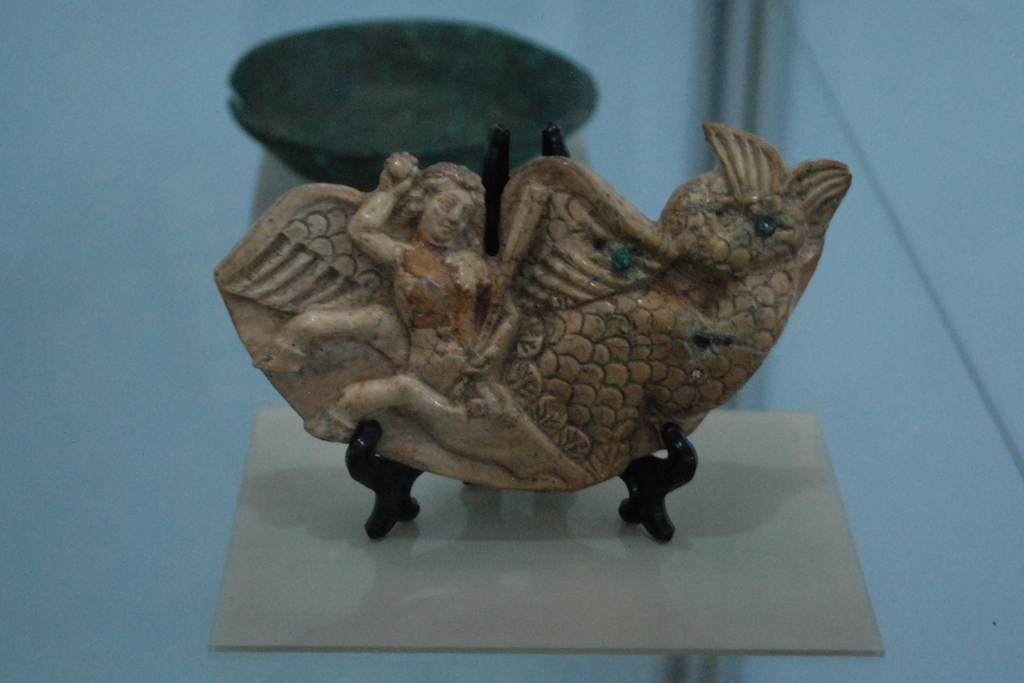
Эллинистическая статуэтка из Тахти-Сангина, III—IV вв. до н. э., Национальный музей Таджикистана
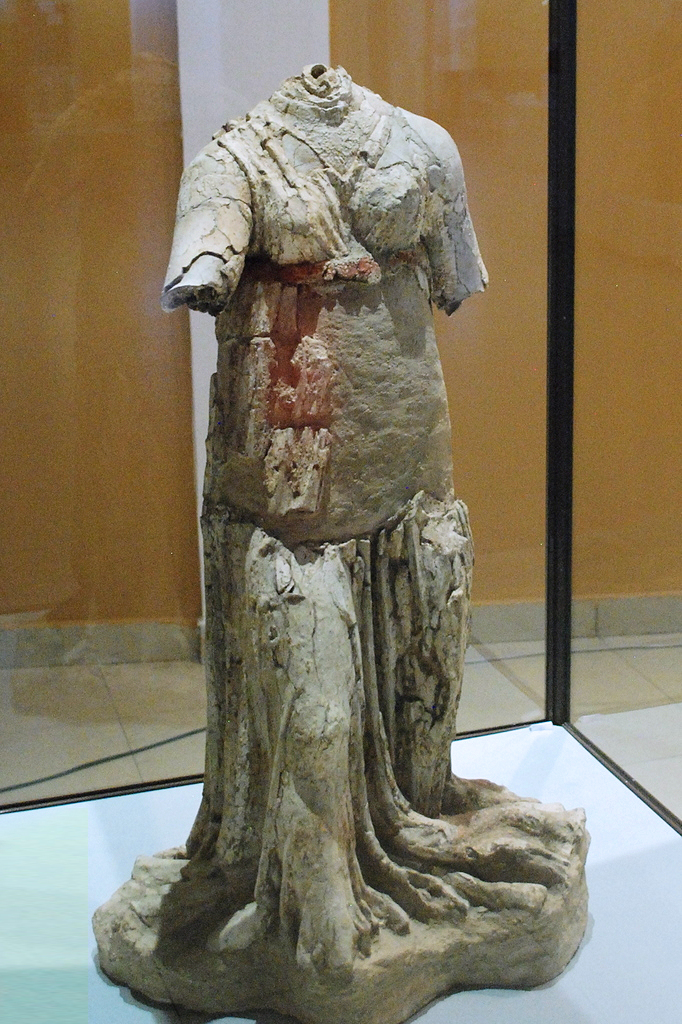
Эллинистическая статуэтка из Тахти-Сангина, II—III вв. до н. э., Национальный музей Таджикистана
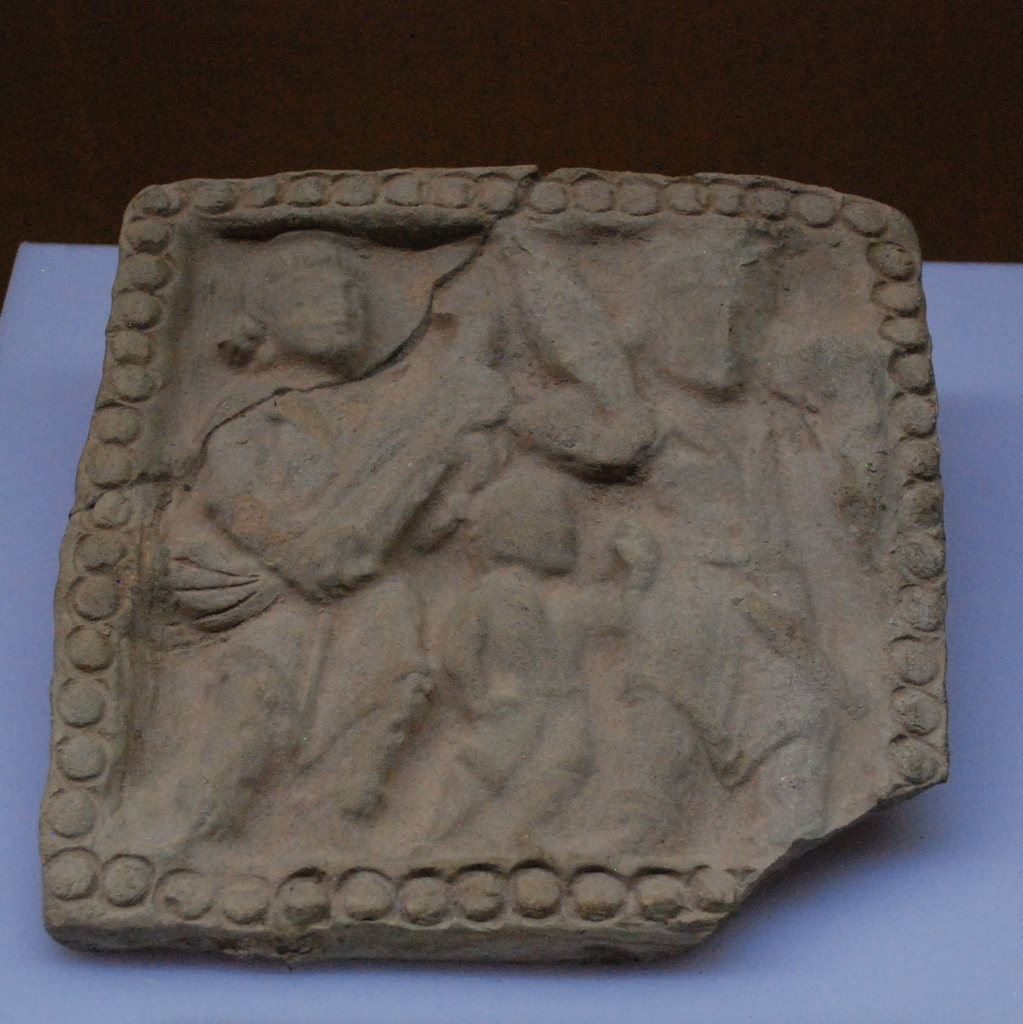
Глиняная панель — Кафир-Кала, VII век н. э. Национальный музей Таджикистана